# 編織物

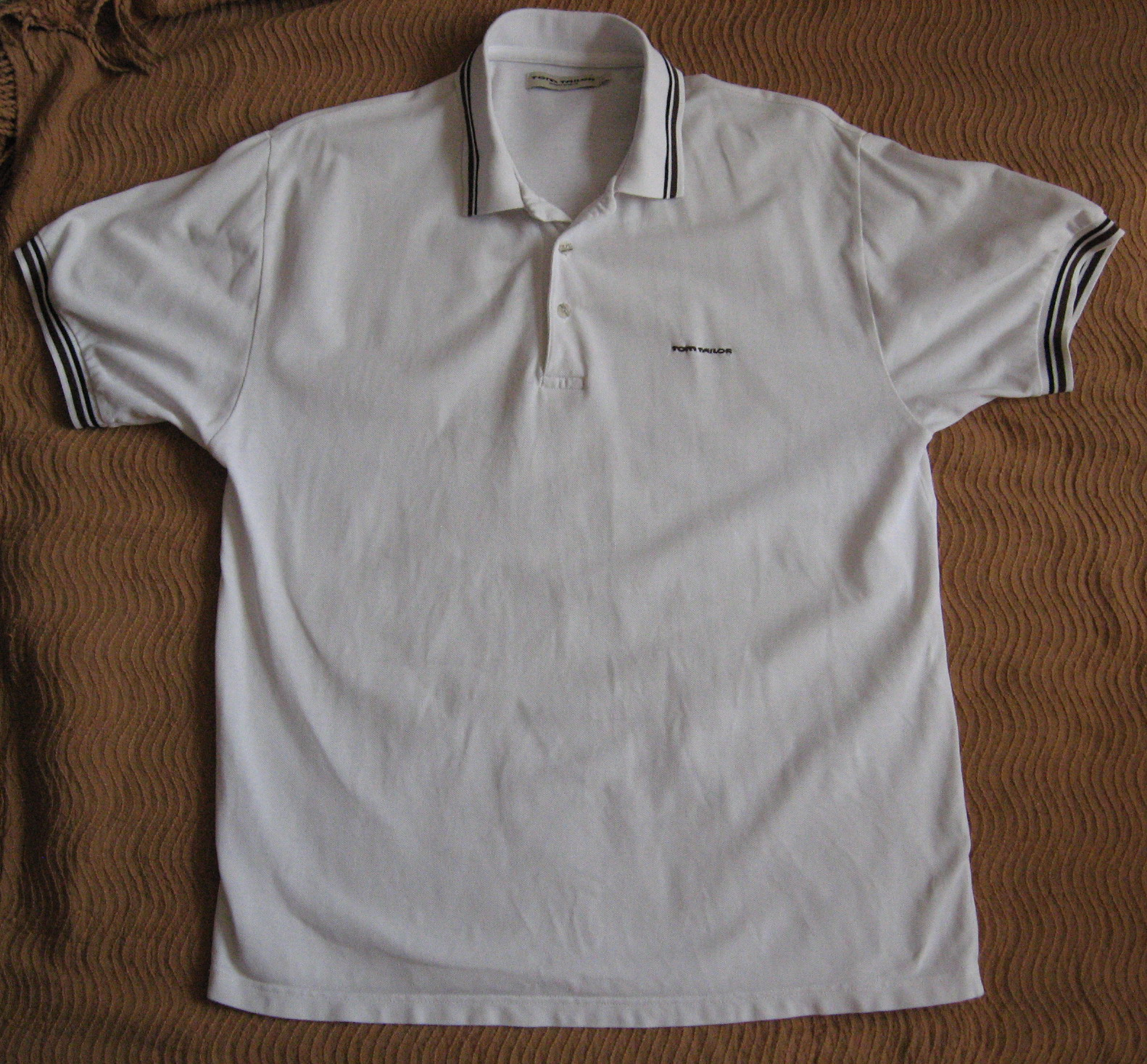
Classical polo shirt

編織物（英語：Knitted fabric），又称编织品，是一种通过编织，即纱线相互缠绕或线圈相互啮合的过程，所制成的纺织品。其与梭织品所不同的特点在于編織物更具柔性，更容易制成小块，因而非常适合用于制作袜子和帽子。